# Endogen
Endogen je termin sa značenjem "polazeći iznutra". Endogeni deo jednog tela je komplementaran njegovom egzogenom delu.

## Biologija
Endogene supstance su one koji potiču iz organizma, tkiva, ili ćelije. Endogeni retrovirusi su uzrokovani drevnim infekcijama gametnih ćelija čoveka, sisara i drugih kičmenjaka. Njihovi provirusi ostaju u genomu i prenose se na sledeću generaciju.
Endogeni procesi obuhvataju samoodržive cirkadijalne ritmove biljaka i životinja.

## Literatura
1. ↑  „ендоген (гр. родити се, настати)”.
2. ↑  „Define Endogenous at Dictionary.com”.
3. ↑  Khodosevich K, Lebedev Y, Sverdlov E (2002). „Endogenous retroviruses and human evolution”. Comparative and Functional Genomics. 3 (6): 494—8. PMC 2448423 . PMID 18629260. doi:10.1002/cfg.216.